# سده ۱۴ (پیش از میلاد)
(سده پانزدهم پ.م. - سده چهاردهم پیش از میلاد مسیح - سده سیزدهم پ.م. - سده‌های دیگر)
قرن چهاردهم پیش از میلاد، قرنی بود که از سال ۱۴۰۰ پیش از میلاد تا ۱۳۰۱ پیش از میلاد ادامه یافت.

## رخدادها
- ۱۴۰۰ تا ۱۲۵۰ پیش از میلاد: دوران اوج شهر فنیقی اوگاریت.[۱]الفبای نوشتاری توسط متون اوگاریتی تأیید شده است.[۲]
- ۱۳۹۷ (پیش از میلاد)؛ پاندیون یکم پادشاه افسانه‌ای آتن پس از چهل سال شاهی درگذشت و پسرش ارختئوس دوم جانشینش شد.
- ۱۳۸۵ (پیش از میلاد)؛ آمنهوتپ سوم فرعون مصر باستان با بانو تیه پیمان زناشویی بست.
- ۱۳۸۰ (پیش از میلاد)؛ فرعون آمنهوتپ دوم نیل را با آبراهی به دریای سرخ پیوست.
- حدود ۱۳۸۰ تا ۱۳۳۶ پیش از میلاد: سلطنت شوپ‌پیلولیومای یکم، کسی که امپراتوری هیتی را به اوج خود رساند.شوپ‌پیلولیومای یکم در نیمه دوم قرن، پادشاهی تضعیف‌شده هوریایی میتانی را فتح کرد. آشور تحت فرمان آشور-اوبالیت یکم آزاد شد.[۳]
- ۱۳۵۰ تا ۱۲۵۰ پیش از میلاد: مرحله باجیو در محوطه سن لورنزو در مکزیک؛ ساختمان‌های عمومی بزرگی ساخته شدند.[۴]
- کوچ‌نشینی دامداری در استپ‌های آسیای مرکزی توسعه می‌یابد؛ گله‌های گاو سوار بر اسب نگهداری می‌شوند.[۵]
- ۱۳۴۷ (پیش از میلاد)؛ ارختئوس دوم پادشاه افسانه‌ای آتن بر اثر آتش‌گرفتگی پس از پنجاه سال پادشاهی کشته شد و برادر کوچکش ککروپس دوم به جانشینیش رسید.
- ۱۳۴۶ (پیش از میلاد)؛ فرعون آمنهوتپ چهارم آیین آتونیسم را پدیدآورد و ساخت شهر عمارنه را آغاز کرد تا پایتخت تازه‌اش شود.
- ۱۳۴۵ (پیش از میلاد)؛ آمنهوتپ چهارم نامش را به آخناتون گرداند.
- ۱۳۴۴-۱۳۲۲ (پیش از میلاد)؛ آغاز امپراتوری هیتی
- ۱۳۳۶ (پیش از میلاد)؛ فرعون آخناتون اسمنخکاره را فرمانروای هم‌زمان با خود نامید.
- ۱۳۳۴/۱۳۳۳ (پیش از میلاد)؛ توت‌انخ‌آتون فرعون مصر شد و با آنخسنپ‌آمون دختر و همسر فرعون پیشین خود آخناتون پیمان زناشویی بست.
- ۱۳۳۱ (پیش از میلاد)؛ فرعون تون‌انخ‌آتون نام خود را به توت‌انخ‌آمون برگرداند و عمارنه را رها کرد و پایتخت را از نو به شهر تب برد.
- ۱۳۲۰ (پیش از میلاد)؛ پایان دودمان هژدهم و آغاز دودمان نوزدهم در مصر باستان.
- حدود ۱۳۲۰ تا ۱۲۹۵ پیش از میلاد: غرق شدن کشتی اولوبورون در دریای مدیترانه در جنوب کاش امروزی.
- دزدان دریایی لیکیایی از جنوب غربی آناتولی به پادشاهی آلاشیا در قبرس حمله کردند. آنها به عنوان مزدور توسط هیتی‌ها استخدام شدند و در نبرد کادش شرکت کردند.[۶]
- دهه ۱۳۱۰ (پیش از میلاد)؛ برپایه باور هندوها باگاوادگیتا نگاشته شد.
- دهه ۱۳۰۰ (پیش از میلاد)؛ ککروپس دوم پادشاه افسانه‌ای آتن پس از چهل سال شاهی درگذشت و پسرش پاندیون دوم به جانشینیش رسید. چندی پس از آن برادران پاندیون وی را از آتن راندند و برادرزاده‌اش متیون به پادشاهی رسید. پاندیون به مگارا گریخت و در آنجا با دختر پادشاه آن سامان پیمان زناشویی بست و پس از مرگ شاه به جانشینیش رسید. پس از مرگ او پسرانش به آتن رفتند و پسران متیون را شکست دادند.
- ۱۳۰۷ (پیش از میلاد)؛ اددنراری یکم پادشاه آشور شد.
- ۱۳۰۳ (پیش از میلاد)؛ ستی یکم فرعون مصر شد.
- ۱۳۰۰ (پیش از میلاد)؛ برپایه برخی نوشته‌ها موسی بنی‌اسرائیل را از مصر به اسرائیل برد.
- ۱۳۰۰ (پیش از میلاد)؛ پان‌گنگ پایتخت دودمان شانگ را به یین‌شو برد.
- ۱۳۰۰ (پیش از میلاد)؛ برآمدن فرهنگ سفال

## چهره‌های برجسته
- ۱۳۹۸ (پیش از میلاد)؛ بانو تیه فرزند یویا و تویا از بزرگان مصر باستان زاده شد. او چندی دیگر شهبانوی آمنهوتپ سوم و مادر خانواده عمارنه گردید.
- ۱۳۹۱ (پیش از میلاد)؛ آغاز فرمانروایی فرعون آمنهوتپ سوم
- ۱۳۶۸ (پیش از میلاد)؛ مرگ اریختونیوس پادشاه اسطوره‌ای داردانی
- ۱۳۶۶ (پیش از میلاد)؛ زایش شاهدخت تادوخیپا دختر پادشاه میتانی توشرات‌تا و همسرش شهبانو جونی. او در آینده به همسری آمنهوتپ سوم درآمد و پس از مرگ او با پسر خود و شوهرش آمنهوتپ چهارم پیمان زناشویی بست. او را با دیگر زنان آمنهوتپ چهارم یکی می‌دانند.
- ۱۳۶۵ (پیش از میلاد)؛ آشوراوبالیت یکم به پادشاهی آشور رسید.
- ۱۳۶۲ (پیش از میلاد)؛ زایش آمنهوتپ چهارم فرزند آمنهوتپ سوم و همسرش بانو تیه
- ۱۳۵۰ (پیش از میلاد)؛ آمنهوتپ چهارم به فرمانروایی مصر رسید.
- ۱۳۴۰/۱۳۴۱ (پیش از میلاد)؛ توت‌انخ‌آمون زاده شد.
- ۱۳۳۸ (پیش از میلاد)؛ از بانو تیه شهبانوی مصر دیگر آگاهی‌ای در دست نیست. انگاشت قوی بر مرگ اوست.
- ۱۳۳۷ (پیش از میلاد)؛ انگاشت مرگ نه‌فرتیتی شهبانوی مصر
- ۱۳۳۳/۱۳۳۴ (پیش از میلاد)؛ مرگ اسمنخکاره فرعون مصر.
- ۱۳۳۳/۱۳۳۴ (پیش از میلاد)؛ مرگ آخناتون فرعون مصر.
- ۱۳۲۳ (پیش از میلاد)؛ مرگ توت‌انخ‌آمون فرعون مصر.
- ۱۳۲۰ (پیش از میلاد)؛ زایش رامسس دوم فرعون آینده مصر.
- دهه ۱۳۱۰ (پیش از میلاد)؛ شلمانصر یکم پادشاه آشور شد.
- دهه ۱۳۰۰ (پیش از میلاد)؛ ستی یکم فرعون مصر.
- دهه ۱۳۰۰ (پیش از میلاد)؛ پان‌گنگ در چین
- شوپ‌پیلولیومای یکم پادشاه هیتی‌ها
- موسی (به احتمال کم)